# 张西正
张西正（1991年4月6日—），中国男演员，出生于临沂，毕业于中央戏剧学院，2012年参加CCTV模特电视大赛出道，同年获得2012CR BOYS 冠军被大众所熟知  ，第13届中国电影百合奖优选计划选手，2015年主演连续剧《我的超能男神》崭露头角，正式进入娱乐圈。

## 电影
2016年
- 《死亡循环》赵宇

## 电视剧
2016年
- 《我的超能男神》洛展